# Leptogaster longicrinita
Leptogaster longicrinita là một loài ruồi trong họ Asilidae. Leptogaster longicrinita được Martin miêu tả năm 1964. Loài này phân bố ở vùng nhiệt đới châu Phi.